# Фондовий індекс
Фо́ндовий і́ндекс (також Індекс акцій) — показник вартості зрізу фондового ринку, який обраховується як середнє зважене цін на акції добірки компаній. Це інструмент, використовуваний інвесторами і фінансовими менеджерами для того, щоб описати стан ринку і порівняти дохідність конкретних інвестицій.
Індекс є математичним конструктом, тому безпосередньо у нього інвестувати неможливо, але багато взаємних фондів і фондів, що торгуються на біржі, намагаються використовувати фондовий індекс як бенчмарк для своєї діяльності (рух дохідності за цінними паперами цих фондів відбиватиме зміни у фондовому індексі).

## Основні фондові індекси
- США: Dow Jones Industrial Average, S&P 500, NASDAQ-100
- Велика Британія: FTSE 100
- Німеччина: DAX
- Франція: CAC 40
- Японія: Nikkei 225

## Методика
Зміни у величині й структурі акціонерного капіталу зумовлюють потребу в періодичному здійсненні нових обчислень. Індекси акцій розраховують щодня. Зважування здійснюється за допомогою величини капіталу у вигляді акцій компаній. Коливання в сукупності (злиття, ліквідація та переміщення економічної діяльності) утруднюють використання незмінної схеми зважування. Поряд з коливаннями, які потребують корекції ваги, враховують збільшення та зменшення капіталу внесенням відповідної корекції у курси. Індекси акцій відрізняються від індексу цін на величину коефіцієнта поправки:
{\displaystyle I_{a}={\frac {\sum p_{1}\;q_{1}}{(\sum p_{0}\;q_{1})\cdot K_{t}}}},
де q — номінальний капітал; p — курс.
{\displaystyle K_{t}=\prod _{i=1}^{i=t}A_{i}}
Ai — компенсаційний фактор. Компенсаційний фактор розраховують щодня у формі ланцюгового індексу, він забезпечує можливість порівняння індексу з вартісним рівнем попереднього дня портфеля акцій. У світовій біржовій практиці широко застосовують індекси, які характеризують ситуацію на ринку цінних паперів. Найвідоміший з них — індекс Доу-Джонса (промисловий), який існує з 1897 року і характеризує на певну дату передусім курс акцій 30 американських провідних промислових корпорацій, що котуються на Нью-Йоркській фондовій біржі.
Індекс Доу-Джонса (промисловий) = (Сумарна ціна акцій 30 промислових корпорацій) / K
Де K — коригуючий коефіцієнт, який змінюється зі зміною списку корпорацій і в разі подрібнення акцій. За аналогічною методикою розраховують індекси курсу акцій 20 провідних транспортних корпорацій і 15 великих комунальних компаній, а також об'єднаний індекс Доу-Джонса, який характеризує курс акцій 65 акціонерних товариств. Крім індексу Доу-Джонса, у світовій практиці застосовують:
1. індекс «Стандарт енд Пурз», SP-500;
2. індекс газети «Файненшл Таймс», FT;
3. L- індекс, S- індекс;
4. індекс «Комерс-Брок».

Усі фондові індекси використовують для аналізу й розвитку ринку цінних паперів.
З розвитком фондового ринку України з'являються фондові індекси, які розробляють з урахуванням її специфічних економічних умов. На сьогодні в Україні застосовують такі індекси:
- індекс ПФТС, Фондова біржа ПФТС (розраховується з 1 жовтня 1997 року)
- індекс UX